# Operatie Edelweiss

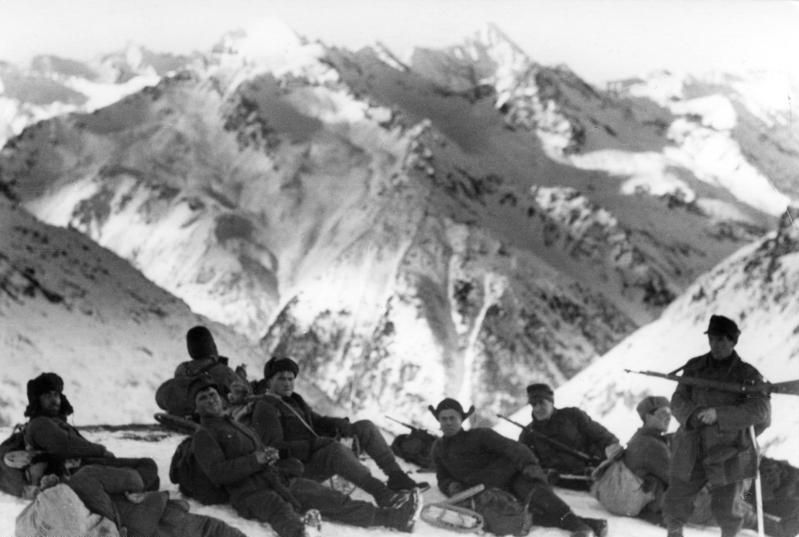
Duitse troepen in de sneeuw op de bergen van de Kaukasus

Operatie Edelweiss was de codenaam voor een Duitse militaire operatie op het oostfront in de Tweede Wereldoorlog vanaf 23 juli 1942 met de bedoeling om de olievelden van Bakoe te veroveren in aansluiting op Fall Blau.
De operatie startte na bevel nr. 45 van Adolf Hitler. Het bevel voerde generaal Wilhelm List en hij beschikte over het 1e pantserleger onder Ewald von Kleist het 17e leger onder Richard Ruoff, een Roemeens cavaleriekorps en luchtsteun door de 4e luchtvloot onder Wolfram von Richthofen. Op 4 augustus viel Stavropol, op 9 augustus Krasnodar en staken de Duitsers de Koeban over. 
De Roemenen schakelden de Russische verdediging aan de oostkust van de Zee van Azov uit en veroverden het schiereiland Taman. Majkop viel op 9 augustus en ook de wegen naar Noord-Ossetië en Georgië lagen nu open. Op 15 augustus werd de Kloechor-pas in de Soechoemse militaire weg veroverd, en kwamen de Duitsers in de Abchazische Kodorivallei tot nabij Sakeni, maar werden ze na een paar weken terug over de pas gedreven. Op 21 augustus werd als triomfgebaar door een Duitse alpinisteneenheid de hakenkruisvlag geplant op de top van Elbroes, de hoogste bergtop van Europa. Op 26 augustus begon de aanval op Toeapse, die twee dagen duurde. Op 31 augustus viel na verbeten gevechten de havenstad Anapa. Op 11 september landde het 11e Leger op het Taman schiereiland en viel Novorossiejsk, een belangrijk steunpunt voor de Zwarte Zeevloot. De Duitsers veroverden het bergdorp Pschoe in Abchazië, 20 km landinwaarts vanaf de Zwarte Zee bij Goedaoeta. Ten oosten van de Elbroes rukten de Duitsers en de Roemenen op langs de rivieren Baksan en Terek tot Naurskaja. Ten noorden strekte het front zich uit langs de Kuma, de steppe van Noga en de steppe van Kalmukkië.
Op 9 september ontsloeg Hitler generaal List. Eind september verving hij ook Franz Halder. Tot 22 november 1942 voerde Hitler persoonlijk het bevel, dat hij daarna aan von Kleist overdroeg. Tegen einde november raakte het 6e leger bij Stalingrad ingesloten. Einde december had het Rode Leger de poging tot ontzet Operatie Wintergewitter afgeslagen en in het zuiden een tegenoffensief gelanceerd. De Duitsers moesten zich op 31 december terugtrekken. Ze behielden wel tot oktober 1943 het bruggenhoofd aan de Koeban. De olievelden waarom de operatie ging, werden nooit veroverd.